# Jonathan Nolan
Jonathan "Jonah" Nolan (n. 1976) este un scriitor, scenarist, producător și autor englezo-american. El este creatorul searialului dramatic de crimă Person of Interest și a co-scenarizat câteva filme ale fratelui său, Christopher Nolan, printre care The Dark Knight, The Dark Knight Rises și Interstellar.

## Lucrări
Ficțiune scurtă
- "Memento Mori" (2001), povestea pe care e bazat filmul Memento (2000)

Scenarii de film
- The Prestige (2006) – co-scenarist
- The Dark Knight (2008) – co-scenarist
- The Dark Knight Rises (2012) – co-scenarist
- Interstellar (2014) – co-scenarist[3]

Scenarii de televiziune
- Person of Interest (2011–prezent) – creator și producător executiv
- Westworld - regizor, co-scenarist și producător executiv[4]